# Битва при Бельвю
Битва при Бельвю представляет собой вылазку французских войск из осаждённого прусской армией города Мец.
С 23 сентября почти 200 тыс. французская армия была осаждена в городе Мец. Осаду осуществляли прусские войска под командованием Фридриха Карла. К середине октября в городе стали заканчиваться продукты питания. Французский главнокомандующий Базен решил предпринять вылазку из города с целью прорвать кольцо окружения и разбить меньшие по численности прусские войска. 7 октября несколько французских корпусов предприняли наступление на правом берегу Мозеля. Немцы, будучи в меньшинстве, стали отступать. Вскоре к отступающим немцам подошли подкрепления. Также выяснилось, что для вылазки французы задействовали всего лишь несколько корпусов, и что теперь, с приходом подкрепления, численный перевес был у пруссаков. Немцы пошли в контратаку. Одновременно более сильная немецкая артиллерия начала интенсивный обстрел по неприятелю. Вскоре немецкий генерал Куммер отбил все позиции назад. Вечером немецкие солдаты остались на позициях, занимаемых ими к концу боя. Они ждали возобновления атаки на следующее утро.
Действительно, 8 октября французы снова пошли в атаку. После артиллерийской перестрелки они снова атаковали неприятеля на правом берегу Мозеля. Но атака эта имела скорее характер частичный, чем массовый, вследствие чего, она вскоре захлебнулась. Прусские войска снова заняли свои позиции. Неудача заставила французское командование вскоре начать переговоры с противником.
Подробнее о дальнейшей судьбе осаждённого Меца см. в статье Осада Меца.